# 淮北市第一中学
安徽省淮北市第一中学简称为淮北一中，是一所位于中国安徽省淮北市烈山区的省重点中学和省级示范高中。学校始建于1958年。2011、2012年安徽高考文科状元母校。

## 校史
淮北一中1978年被首批确定为省重点中学，1998年被教育部命名为全国现代教育技术实验学校，2000年首批通过省级示范高中评估验收，2006年被省教育厅确定为安徽省新课程实验样本校。

## 环境和师资力量
淮北一中占地300亩，共有60个教学班，现有教职工230人，在校学生4千余人。其中特级教师6名，中学高级教师103名，硕士研究生16名，研究生课程班结业43人。

## 高考状元
1986年安徽高考理科状元，2001年、2011年、2012年安徽高考文科状元均毕业于淮北市第一中学。

## 现任领导
- 校长：田磊
- 副校长：池永平 王华超
- 书记：马颖

## 校庆
淮北市第一中学60周年校庆已于2018年举办。

## 国际交流
- 澳大利亚墨尔本市的“科技先锋学校”诺斯科特中学（Northcote_High_School （页面存档备份，存于））。

## 获得荣誉
“全国群众体育先进学校”、“联合国教科文组织俱乐部成员校”、“省电教设备一类达标学校”、连续四届省级“文明单位”、安徽省“厂（事）务公开民主管理先进单位”、省“园林式学校”、“全市教育工作先进集体”等多种荣誉称号。

## 优秀校友
- 王如松 中国工程院院士
- 董卿 中央电视台著名节目主持人
- 张元龙 中国人民解放军信息工程大学电子技术学院原政委，少将
- 卢洪洲 上海市(复旦大学附属)公共卫生临床中心副主任兼任中心感染科主任；复旦大学附属华山医院传染病科主任医师，博士生导师教授